# Igarka
Igarka (en russe : Игарка) est une ville du kraï de Krasnoïarsk, en Russie, dans le raïon de Touroukhansk. Sa population s'élevait à 3 550 habitants en 2024.

## Géographie
Igarka est située à 163 km au nord du cercle polaire arctique : en été le soleil ne se couche pas pendant 52 jours tandis qu'en hiver il ne se lève pas pendant 28 jours. Igarka se trouve au bord de l'Ienisseï et à 673 km de son embouchure dans l'océan Glacial Arctique. Igarka est un port fluvial. La ville a un aéroport situé sur l'autre rive de l'IenisseÏ : la liaison se fait par bateau en été et sur l'Ienisseï gelé en hiver, mais l'accès est difficile pendant les saisons intermédiaires.
Igarka est située à 219 km au sud-ouest de Norilsk, à 1 318 km au nord-nord-ouest de Krasnoïarsk et à 2 801 km au nord-est de Moscou.

## Histoire
Igarka est fondée en 1929 pour les besoins de l'exploitation forestière : sciage et port d'exportation du bois. Elle reçoit le statut de ville en 1931. Entre 1949 et 1953, le projet de voie ferrée Salekhard-Igarka coûte la vie à des milliers de déportés du Goulag avant d'être finalement abandonné en raison de difficultés techniques et d'une faible utilité économique.

## Population
La ville a perdu plus de 60 % de sa population depuis la dislocation de l'Union soviétique.
Recensements (*) ou estimations de la population
| 1931  | 1939*  | 1959*  | 1970*  | 1979*  | 1989*  |
| ----- | ------ | ------ | ------ | ------ | ------ |
| 3 000 | 23 600 | 14 311 | 15 624 | 16 335 | 18 820 |

| 1996   | 2002* | 2006  | 2010* | 2012  | 2013  |
| ------ | ----- | ----- | ----- | ----- | ----- |
| 14 900 | 8 627 | 7 700 | 6 183 | 5 924 | 5 648 |

## Climat
| Mois                                  | jan.       | fév.       | mars       | avril      | mai        | juin      | jui.      | août      | sep.       | oct.       | nov.       | déc.       | année      |
| ------------------------------------- | ---------- | ---------- | ---------- | ---------- | ---------- | --------- | --------- | --------- | ---------- | ---------- | ---------- | ---------- | ---------- |
| Température minimale moyenne (°C)     | −31,5      | −29,1      | −21,7      | −14,7      | −4,8       | 6,2       | 10,7      | 8,3       | 2,3        | −8,5       | −24,1      | −29,1      | −11,3      |
| Température moyenne (°C)              | −27,2      | −24,7      | −16,4      | −9         | −0,6       | 10,9      | 15,6      | 12,3      | 5,3        | −5,7       | −20,1      | −24,9      | −7         |
| Température maximale moyenne (°C)     | −23,2      | −20,1      | −10,4      | −2,7       | 4,2        | 16,5      | 21,2      | 17,1      | 9,1        | −2,6       | −16,1      | −21        | −2,3       |
| Record de froid (°C) date du record   | −55,2 1979 | −54,8 1979 | −51,8 1992 | −42,8 1987 | −29,1 1986 | −9 1968   | −0,7 1946 | −3,9 1964 | −14,3 1973 | −38,9 1977 | −49,5 2014 | −55,5 1984 | −55,5 1984 |
| Record de chaleur (°C) date du record | 1,2 2007   | 0,7 1980   | 7,2 2016   | 13,3 2016  | 27,8 2011  | 33,6 2002 | 34 2013   | 31,3 1945 | 24,8 1945  | 14,6 2009  | 3,1 1938   | 1 1969     | 34 2013    |
| Précipitations (mm)                   | 34         | 31         | 35         | 34         | 36         | 57        | 52        | 71        | 56         | 64         | 49         | 45         | 564        |

| Diagramme climatique                                  |              |              |             |           |           |            |           |          |            |              |            |
| J                                                     | F            | M            | A           | M         | J         | J          | A         | S        | O          | N            | D          |
| −23,2−31,534                                          | −20,1−29,131 | −10,4−21,735 | −2,7−14,734 | 4,2−4,836 | 16,56,257 | 21,210,752 | 17,18,371 | 9,12,356 | −2,6−8,564 | −16,1−24,149 | −21−29,145 |
| Moyennes : • Temp. maxi et mini °C • Précipitation mm |              |              |             |           |           |            |           |          |            |              |            |

## Économie
La principale entreprise de la ville est la société OAO Igarski LPKh (ОАО "Игарский ЛПХ"), spécialisée dans l'exploitation forestière et le sciage du bois. Le port d'Igarka est très actif pour l'exportation du bois du nord de la Sibérie.

## Musée
Igarka possède un musée municipal avec une partie ethnographique sur la vie des indigènes et sur le Goulag, et une partie souterraine consacrée au pergélisol, qui est en même temps un laboratoire de recherche scientifique où l'on tente de résoudre les difficiles problèmes de la vie dans ce milieu particulier.